# Finsteraarhorn
De Finsteraarhorn is een bergtop in de oostelijke Berner Alpen in Zwitserland op de grens van de kantons Bern en Wallis.
De markant spitse bergtop is 4274 meter hoog en is daarmee het hoogste punt van het kanton Bern en van de gehele Berner Alpen. Ook is de berg het hoogste punt van de Alpen oostelijk van Lötschberg en Simplon en tevens van het gehele stroomgebied van de Rijn. Uit de gletsjers aan de oostflank van de top ontspringt de Aare, een grote zijrivier van de Rijn.
De Finsteraarhorn behoort met een prominentie van 2280 meter (boven de Simplonpas, 1994 meter) tot de vijftien prominentste van Europa. Vooral vanuit Centraal- en Oost-Zwitserland domineert de top het panorama.
De berg werd waarschijnlijk het eerst beklommen op 16 augustus 1812 door Arnold Abbühl, Joseph Bortis en Alois Volker, hetgeen echter niet bewezen is. Bewezen is de beklimming door Jakob Leuthold en Johann Wahren in 1828.
De berg behoort geologisch gezien tot het Aarmassief en is opgebouwd uit amfiboliet.